# Delray Beach Open 2024
Delray Beach Open 2024 — тенісний турнір, що проходив на кортах з твердим покриттям у місті Делрей-Біч, США з 12 лютого. Належав до категорії ATP 250.

## Фінальна частина

### Одиночний розряд
Тейлор Фріц —  Томмі Пол 6–2, 6–3

### Парний розряд
Джуліан Кеш /  Роберт Ґалловей —  Сантьяго Гонсалес /  Ніл Скупскі 5–7, 7–5, [10–2]